# 夏舎
夏 舎（か しゃ）は、中国三国時代の魏の官僚。通訳として仕えていた人物。

## 略歴
太和2年（228年）、護烏桓校尉の田豫の命を受け、軻比能の女婿である鬱築鞬のもとへ派遣されたが、殺害された。この後の同年秋、鬱築鞬は田豫らによって討伐されている。